# Club Valencia
Maillots
Le Club Valencia (en maldivien : ވިކްޓްރީ ކްލަބް ވެލެންސިޔާ) est un club maldivien de football fondé en 1979 et basé à Malé, la capitale de l'archipel.

## Palmarès
| \| - Championnat des Maldives (7) : - Champion : 1983, 1984, 1985, 1994, 1998, 1999 et 2008 - Vice-champion : 2001, 2002, 2003, 2004 et 2006. - Coupe des Maldives (5) : - Vainqueur : 1988, 1995, 1999, 2004 et 2016. - Finaliste : 1992, 1994, 1997, 2001, 2003, 2005, 2006, 2007 et 2020. \| \| - Supercoupe des Maldives (1) : - Vainqueur : 2008. \| |  |                                                     |
| - Championnat des Maldives (7) : - Champion : 1983, 1984, 1985, 1994, 1998, 1999 et 2008 - Vice-champion : 2001, 2002, 2003, 2004 et 2006. - Coupe des Maldives (5) : - Vainqueur : 1988, 1995, 1999, 2004 et 2016. - Finaliste : 1992, 1994, 1997, 2001, 2003, 2005, 2006, 2007 et 2020.                                                                 |  | - Supercoupe des Maldives (1) : - Vainqueur : 2008. |

## Personnalités du club

### Présidents du club
- Ibrahim Raee Rasheed
- Adheel Jaleel

### Entraîneurs du club
- Antal Szentmihályi (1993)
- David Booth (2007)
- Mohamed Iqbal